# Rode draadworm
De rode draadworm (Heteromastus filiformis) is een borstelworm uit de familie Capitellidae. Het werd in 1864 voor het eerst beschreven door de Zwitsers zoöloog René-Édouard Claparède als Capitella filiformis, maar werd later overgebracht naar het geslacht Heteromastus.

## Beschrijving
De rode draadworm heeft een dun (1 mm) en relatief lang lichaam (100 mm) dat gevuld is met hemoglobine, hetzelfde pigment dat bloed rood kleurt. De worm gebruikt hemoglobine om zuurstof te vervoeren. Hierdoor kan de worm leven in delen van het wad waar weinig zuurstof is. Het lichaam van de worm bestaat uit een kop, een cilindrisch, gesegmenteerd lichaam en een staartstukje. De kop bestaat uit een prostomium (gedeelte voor de mondopening) en een peristomium (gedeelte rond de mond) en draagt gepaarde aanhangsels (palpen, antennen en cirri). De worm graaft zichzelf in een verticale tunnel, hoofd eerst. Met het zand eet hij ook zijn hoofdvoedsel, bacteriën, op. Het verteerde zand wordt uitgescheiden op het wad en ziet eruit als zwartgrijze pillen.

## Verspreiding
Populaties van de rode draadworm zijn bekend uit vele regio's over de hele wereld, variërend van Arctische tot tropische wateren. Grote variatie in de omgevingsomstandigheden waar populaties worden opgemerkt, suggereert dat H. filiformis waarschijnlijk een complex van cryptische soorten is. Er zijn echter moleculaire studies nodig om de taxonomie, biogeografie en invasiegeschiedenis van deze groep te ontrafelen. Het werd in 1864 beschreven vanaf de Middellandse Zeekust van Frankrijk en in de jaren 1870-80 waargenomen aan de oostkust van Noord-Amerika (Maine tot Noord-Carolina). De recentere collectie aan de Amerikaanse westkust is indicatief voor een introductie.